# Rocchetta di Vara
Rocchetta di Vara (en lígur: A Rocheta) és un comune (municipi) de la província de La Spezia, a la regió italiana de la Ligúria, situat uns 70 km al sud-est de Gènova i uns 11 km al nord de La Spezia.
Rocchetta di Vara limita amb els següents municipis: Beverino, Borghetto di Vara, Brugnato, Calice al Cornoviglio, Mulazzo, Zeri i Zignago.

## Evolució demogràfica
| Gràfica d'evolució de Rocchetta di Vara entre 1861 i 2001 |
|                                                           |
| Font: ISTAT - elaboració gràfica de Viquipèdia            |